# تطور الفطريات

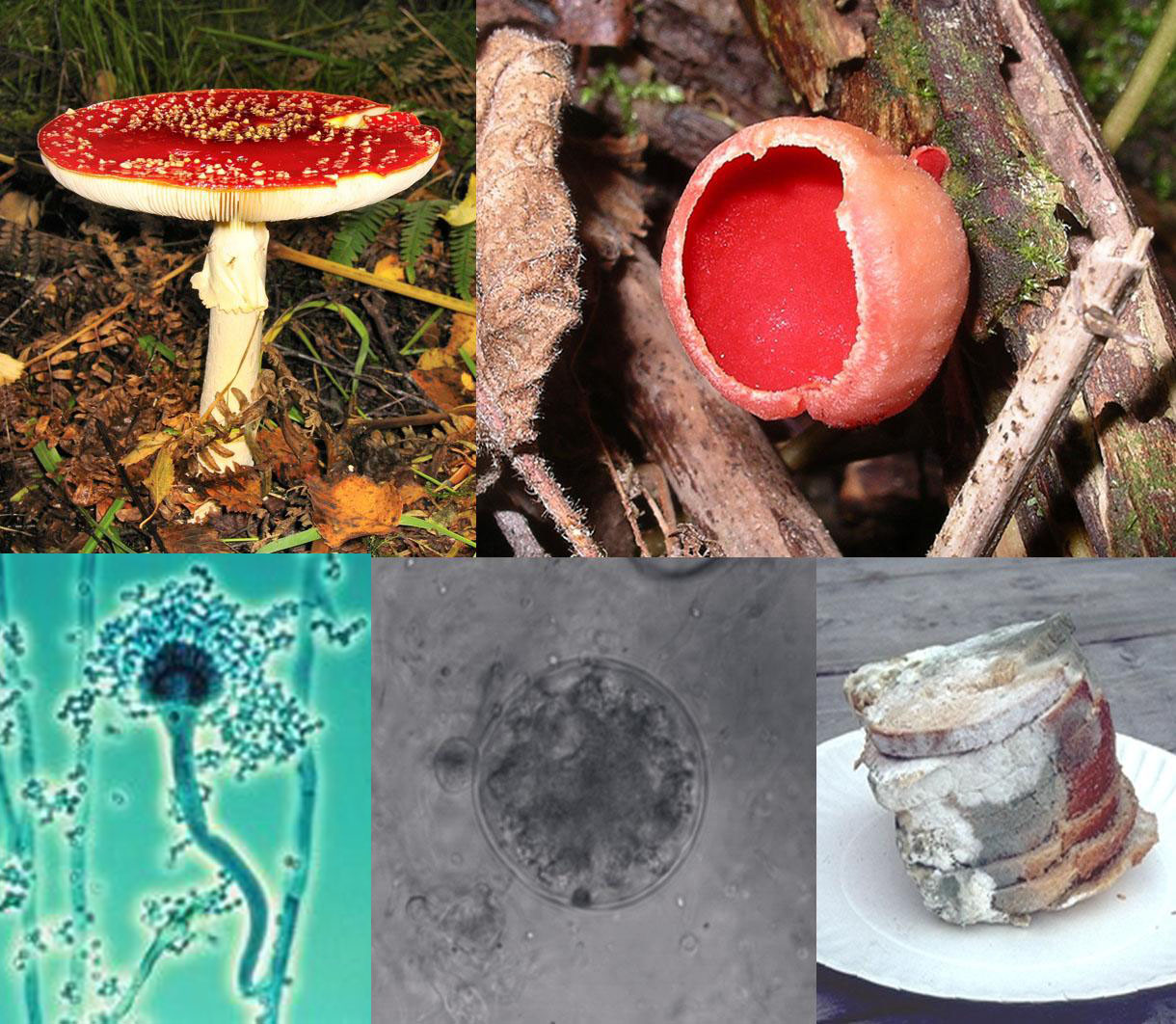
فطريات متنوعة

بدأ تطور الفطريات منذ أن انفصلت الفطريات عن غيرها من الحياة الأخرى منذ حوالي 1.5 مليون مليار سنة (وانج وآخرون 1999)  مع تفرع الكببيات عن الفطريات الأعلى منذ حوالي 570 مليون سنة مضت وفقاً لتحليل الحمض النووي. (شوشلر وآخرون 2001، تيهلر وآخرون 2000) على الأغلب أن الفطريات قد استعمرت الأرض خلال العصر الكامبري منذ أكثر من 500 مليون سنة مضت (تايلور وأوزبورن 1996) ولكن الحفريات الأرضية أصبحت غير مثيرة للجدل وشائعة خلال العصر الديفوني فقط وذلك منذ حوالي 400 مليون سنة مضت.

## أوائل الفطريات
هناك تنوع غني للفطريات معروف من صوان ريني الديفوني الأدنى ولا يوجد سجل سابق عنه. نظراً لأن الفطريات لا تتمعدن حيوي فإنها لا تدخل بسهولة في سجل الحفريات لذا لا يوجد سوى ثلاثة مزاعم حول أوائل الفطريات. الأول من العصر الأوردوفيكي وتم رفضه لأنه يفتقر إلى أية ميزات فطرية واضحة ويعتقد من قبل الكثيرين أنه مجرد تلوث [3] لا يزال وضع الفطريات في حقبة الحياة القديمة «المحتمل» غير مثبت  وقد يمثل فطر مجموعة جذعية. لا يزال هناك قضية حول التشابه الفطري للفطر الجزيئي المبهم الأورناتيفيلم. نظراً لأن الفطريات تشكل عائلة شقيقة للحيوانات فيجب أن تكون السلالتان قد تباعدتا قبل سلالات الحيوانات الأولى المعروفة من خلال حفريات قديمة كما العصر الإدياكاري.
بعكس النباتات والحيوانات فإن السجل الأحفوري المبكر للفطريات ضئيل. تشمل العوامل التي من المحتمل أن تساهم في قلة تمثيل الأنواع الفطرية بين الحفريات التي تتضمن طبيعة أجسام الفطريات الإثمارية التي هي أنسجة رخوة لينة سهلة التحلل والأبعاد المجهرية لمعظم بنى الفطريات والتي نتيجة لذلك لا تكون واضحة بسهولة. من الصعب التمييز بين حفريات الفطريات والميكروبات الأخرى ويتم التعرف عليها بسهولة أكبر عندما تشبه الفطريات الموجودة. غالباً ما يتم استخلاصها من نباتات أو حيوانات مضيفة متمعدنة وغالباً ما يتم دراسة هذه العينات عن طريق إجراء مقاطع رقيقة يمكن فحصها بالمجهر الضوئي أو الإلكتروني. يتم دراسة أحافير الضغط عن طريق إذابة المطرس المحيط باستعمال الحمض ومن ثم استخدام الضوء أو المسح المجهري الإلكتروني لفحص تفاصيل السطح.
أقدم الحفريات التي تمتلك ميزات فطرية نموذجية تعود بتاريخها إلى حقبة الطلائع القديمة. منذ حوالي 2400 مليون سنة (Ma)، كان لهذه الكائنات القاعية متعددة الخلايا هياكل خيطية قادرة على المفاغرة حيث تتجمع الفروع الموصلة. تشير دراسات حديثة أخرى (2009) إلى أن وصول الكائنات الفطرية كان منذ حوالي 760 إلى 1060 مليون عام وذلك على أساس مقارنات معدلات التطور بين المجموعات وثيقة الصلة. بالنسبة للكثير من حقبة الحياة القديمة (542 إلى 251 مليون عام) يبدو أن الفطريات كانت مائية وتتألف من عضيّات مشابهة للفطريات الأصيصية الموجودة بوجود الأبواغ الحاملة للسياط. يقترح التحليل المبني على علم الوراثة العرقي بأنه قد تمت خسارة السياط في وقت مبكر من التاريخ التطوري للفطريات وبالتالي فإن غالبية الأنواع الفطرية تفتقر إلى السياط. استلزم التكيف التطوري من نمط الحياة المائية إلى نمط الحياة الأرضية تنويع الاستراتيجيات البيئية بالضرورة وذلك للحصول على المغذيات التي تتضمن التطفل والتغذية الترممية وتطور علاقات تقايضية كما التجذر والتأشن. تشير الدراسات الحديثة (2009) إلى أن الحالة البيئية لأسلاف الفطريات الزقية كانت بمثابة التغذية الرمية وأن أحداث التأشن المستقلة قد حصلت عدة مرات.
على الأغلب أن الفطريات قد استعمرت الأرض خلال العصر الكامبري (542 إلى 488.3 مليون عام) قبل وقت طويل من النباتات البرية. يشبه الوحل الصخري والأبواغ المستخلصة من العصر الأوردوفيشي ويسكونسن (460 مليون عام) كببيات العصر الحالي وكانت موجودة في وقت كان من المحتمل أن تكون فيه النباتات البرية تتكون فقط من النباتات الشبيهة بالنباتات الطحلبية غير الوعائية. كانت البروتوتيتات التي ربما كانت فطريات أو حزاز أطول كائن حي في العصر السيلوري المتأخر. لا تصبح الحفريات الفطرية شائعة وغير مثيرة للجدل حتى بداية العصر الديفوني (416–359.2 مليون عام) عندما تكون وفيرة في صخور ريني على هيئة فطور اقترانية وفطريات أصيصية. في نفس الوقت تقريباً أو من حوالي 400 مليون عام انفصلت الفطريات الزقية والدعاميات  وكل الطبقات الحديثة للفطريات كانت موجودة في العصر الفحمي المتأخر.
تم إيجاد الحفريات الشبيهة بالإشنيات في تشكل دوشانتو في جنوب الصين والتي يرجع تاريخها إلى 551 إلى 635 مليون عام. كانت الأشنات أحد مكونات النظم الإيكولوجية الأرضية المبكرة ويبلغ العمر التقديري لأقدم أحفورة أرضية إشنية حوالي 400 مليون عام.